# XO-2Nb
XO-2Nbはやまねこ座の方角にある恒星XO-2Nの周囲を公転する太陽系外惑星である。2007年にBurkesらによってトランジット法によって発見された。XO望遠鏡で発見された2つ目の惑星である。
トランジット法で発見された他の太陽系外惑星と同様に、この惑星もホットジュピターであり、平衡温度は1300Kに達する。主星から平均0.0369auの距離を2.6日で公転している。質量は木星の57%、半径は木星の98%であり、おそらくは恒星からの熱によって大気が膨張するために、半径が大きくなっている。そのため、密度は0.741g/cm3となっている。